# Kühsen
Kühsen là một đô thị thuộc huyện Lauenburg, trong bang Schleswig-Holstein, nước Đức. Đô thị Kühsen có diện tích 7,28 km², dân số thời điểm 31 tháng 12 năm 2006 là 395 người.